# 小行星1388
小行星1388（1388 Aphrodite）是一颗绕太阳运转的小行星，为主小行星带小行星。该小行星于1935年9月24日发现。
該小行星以希臘神話的愛情女神阿芙蘿黛蒂命名。

## 轨道参数
小行星1388的轨道半长轴为3.0189951 UA，离心率为0.097。